# 布鲁斯 (多姆山省)
布鲁斯（法語：Brousse，法語發音：[bʁus] ⓘ）是法国多姆山省的一个市镇，属于昂贝尔区。

## 地理
布鲁斯（45°36'6"N, 3°27'32"E）面积22.45 平方千米，位于法国奥弗涅-罗讷-阿尔卑斯大区多姆山省，该省份为法国中南部省份，北起阿列省接壤，东临卢瓦尔省，南至上盧瓦爾省和康塔爾省，西接科雷兹省和克勒兹省。
与布鲁斯接壤的市镇（或旧市镇、城区）包括：欧泽勒、孔达莱蒙布瓦西耶、埃尚德利、圣让德索利耶尔、叙热尔。

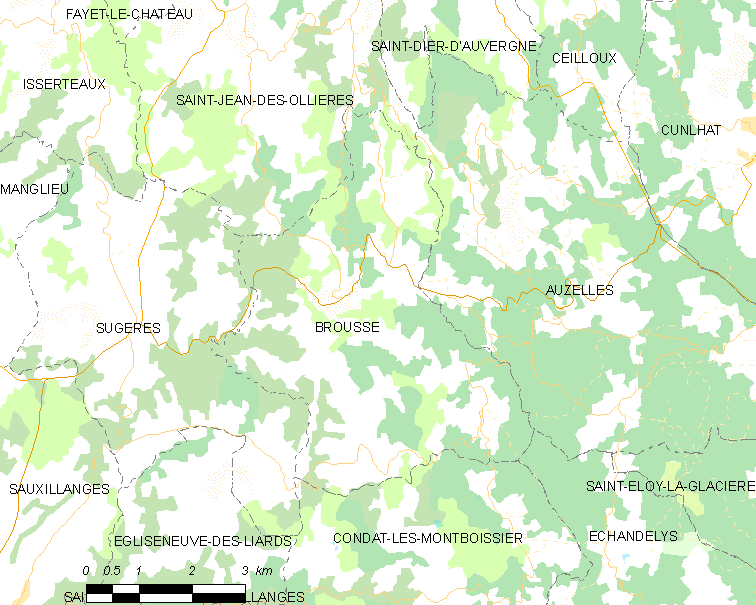
的OSM定位图

布鲁斯的时区为UTC+01:00、UTC+02:00（夏令时）。

## 行政
布鲁斯的邮政编码为63490，INSEE市镇编码为63056。

## 政治
布鲁斯所属的省级选区为利夫拉杜瓦山县。

## 人口

1962-2008年间人口变化图示

布鲁斯于2022年1月1日时的人口数量为358人。